# Diekhusen-Fahrstedt
Diekhusen-Fahrstedt est une commune allemande du Schleswig-Holstein, située dans l'arrondissement de Dithmarse (Kreis Dithmarschen), immédiatement au sud de la ville de Marne. Diekhusen-Fahrstedt est l'une des 13 communes de l'Amt Marne-Nordsee (« Marne-mer-du-Nord ») dont le siège est à Marne.